# Сам Марино (Модена)
Сам Марино (итал. Sam Marino) је насеље у Италији у округу Модена, региону Емилија-Ромања.
Према процени из 2011. у насељу је живело 1456 становника. Насеље се налази на надморској висини од 24 м.